# Landtagswahlkreis Wuppertal III – Solingen II
Der Landtagswahlkreis Wuppertal III – Solingen II (Organisationsziffer 34) ist einer von derzeit 128 Wahlkreisen in Nordrhein-Westfalen, die jeweils einen mit der einfachen Mehrheit direkt gewählten Abgeordneten in den Landtag entsenden.
Zum Wahlkreis 34 Wuppertal III – Solingen II gehören zur Landtagswahl 2022 die Wuppertaler Stadtbezirke Elberfeld-West, Vohwinkel und Cronenberg und vom Stadtbezirk Elberfeld der Kommunalwahlbezirk 06 Friedrichsberg (einschließlich Südstadt) sowie von Solingen der Stadtbezirk Gräfrath und vom Stadtbezirk Mitte die Kommunalwahlbezirke 15 Klauberg-Hasseldelle-Kohlfurth und 16 Kannenhof-Meigen-Halfeshof sowie vom Wahlbezirk 12 Innenstadt-Süd der Stimmbezirk 123.

## Landtagswahl 2022
Wahlberechtigt zur Landtagswahl 2022 waren 86.677 Menschen, die Wahlbeteiligung lag bei 52,8 %.
| Landtagswahl 2022(Zweitstimmen in %) %403020100 31,627,919,36,15,92,61,31,11,03,2 CDUSPDGrüneFDPAfDLinkePARTEITierschutzBasisSonst.Gewinne und Verlusteim Vergleich zu 2017 %p 12 10 8 6 4 2 0 −2 −4 −6 −8+3,2−3,6+11,8−7,1−2,3−3,8+0,6+1,1+1,0−0,9CDUSPDGrüneFDPAfDLinkePARTEITierschutzBasisSonst. |

| Direktkandidat       | Erststimmen in % | Partei               | Zweitstimmen in % |
| -------------------- | ---------------- | -------------------- | ----------------- |
| Anja Vesper-Pottkamp | 31,0             | CDU                  | 31,6              |
| Josef Neumann        | 31,8             | SPD                  | 27,9              |
| Eva Miriam Fuchs     | 19,2             | GRÜNE                | 19,3              |
| Jessica Bremes       | 5,6              | FDP                  | 6,1               |
| Otto Feist           | 6,1              | AfD                  | 5,9               |
| Till Sörensen-Siebel | 3,0              | LINKE                | 2,6               |
| Judith Röder         | 2,5              | PARTEI               | 1,3               |
| –                    | –                | Tierschutzpartei     | 1,1               |
| –                    | –                | Basis                | 1,0               |
| Gina Nießer          | 0,8              | Volt                 | 0,9               |
| –                    | –                | Freie Wähler         | 0,5               |
| –                    | –                | Piraten              | 0,2               |
| –                    | –                | Familie              | 0,2               |
| –                    | –                | Todenhöfer           | 0,2               |
| –                    | –                | Humanisten           | 0,2               |
| –                    | –                | LIEBE                | 0,1               |
| –                    | –                | LfK                  | 0,1               |
| –                    | –                | Gesundheitsforschung | 0,1               |
| –                    | –                | PdF                  | 0,1               |
| –                    | –                | ÖDP                  | 0,1               |
| –                    | –                | Die Urbane.          | 0,1               |
| –                    | –                | DSP                  | 0,1               |
| –                    | –                | Volksabstimmung      | 0,1               |
| –                    | –                | ZENTRUM              | 0,1               |
| –                    | –                | MLPD                 | 0,1               |
| –                    | –                | DKP                  | 0,0               |
| –                    | –                | BIG                  | 0,0               |
| –                    | –                | Violetten            | 0,0               |
| –                    | –                | neo                  | 0,0               |

## Landtagswahl 2017
Wahlberechtigt zur Landtagswahl 2017 waren 89.992 Einwohner des Wahlkreises. Die Wahlbeteiligung lag bei 64,5 %
| Direktkandidat | Erststimmen in % | Partei    | Zweitstimmen in % |
| -------------- | ---------------- | --------- | ----------------- |
| Josef Neumann  | 36,0             | SPD       | 31,5              |
| Kai Sturmfels  | 33,1             | CDU       | 28,6              |
| Klaus Lüdemann | 7,7              | GRÜNE     | 7,6               |
| Eva Schroeder  | 9,5              | FDP       | 13,3              |
| –              |                  | PIRATEN   | 1,0               |
| Jens Jürschke  | 6,5              | DIE LINKE | 6,2               |
| Regine Grimm   | 7,3              | AfD       | 8,1               |
| –              |                  | sonstige  | 3,7               |

Der Wahlkreis wird im Landtag, wie bereits seit 2010, durch den direkt gewählten Abgeordneten Josef Neumann (SPD) vertreten.

## Landtagswahl 2012
Wahlberechtigt zur Landtagswahl 2012 waren 87.820 Einwohner des Wahlkreises. Die Wahlbeteiligung lag bei 59,9 %.
| Direktkandidat      | Erststimmen in % | Partei    | Zweitstimmen in % |
| ------------------- | ---------------- | --------- | ----------------- |
| Josef Neumann       | 45,3             | SPD       | 39,2              |
| Fabian Bleck        | 27,0             | CDU       | 20,2              |
| Reiner Daams        | 10,2             | GRÜNE     | 14,4              |
| Eva Schroeder       | 5,6              | FDP       | 10,3              |
| Susanne Herhaus     | 3,2              | DIE LINKE | 3,0               |
| Alexander Reintzsch | 8,6              | PIRATEN   | 8,1               |

## Landtagswahl 2010
Wahlberechtigt zur Landtagswahl 2010 waren 88.161 Einwohner des Wahlkreises. Die Wahlbeteiligung lag bei 60,3 %.
| Direktkandidat      | Erststimmen in % | Partei    | Zweitstimmen in % |
| ------------------- | ---------------- | --------- | ----------------- |
| Fabian Bleck        | 33,7             | CDU       | 29,5              |
| Josef Neumann       | 39,0             | SPD       | 33,7              |
| Reiner Daams        | 11,1             | GRÜNE     | 14,7              |
| Gisela Thoms        | 4,8              | FDP       | 7,2               |
| Susanne Herhaus     | 6,7              | DIE LINKE | 7,1               |
| Alexander Reintzsch | 1,8              | PIRATEN   | 1,8               |
| Frank Borgmann      | 2,9              | pro NRW   | 2,6               |
| -                   | -                | Sonstige  | 3,4               |

## Landtagswahl 2005
Wahlberechtigt zur Landtagswahl 2005 waren 93.258 Einwohner des Wahlkreises. Die Wahlbeteiligung lag bei 62,9 %.
Bei der Landtagswahl in Nordrhein-Westfalen 2005 am 22. Mai 2005 erreichten die im Wahlkreis angetretenen Parteien folgende Prozentzahlen der abgegebenen gültigen Stimmen:
CDU 40,6, SPD 37,6, FDP 7,4, Grüne 7,3, WASG 2,1, PDS 1,1, Graue 1,1, REP 1,1, NPD 1,0, Die PARTEI 0,7, UNABHÄNGIGE BÜRGER 0,6, ödp 0,2.
Direkt gewählter Abgeordneter des Wahlkreises Wuppertal III - Solingen II war 2005 Hans-Joachim Reck (CDU).
| Direktkandidat 2005    | Partei        | 2005 Stimmen in % | 2000 Stimmen in % |
| ---------------------- | ------------- | ----------------- | ----------------- |
| Dietmar Paul Bell      | SPD           | 36,9              | 44,0              |
| Hans-Joachim Reck      | CDU           | 40,6              | 31,2              |
| Gisela Ruth Thoms      | FDP           | 7,4               | 12,3              |
| Klaus Lüdemann         | GRÜNE         | 7,3               | 8,4               |
| Christian Lekscha      | REP           | 1,1               | 1,5               |
| Hüsniye Dogmus         | PDS           | 1,1               | 1,5               |
| Karl-Hermann Käpernick | UNABH. BÜRGER | 0,6               | 0,4               |
| Sascha Guderian        | NPD           | 1,0               | -                 |
| Volker Reusing         | ödp           | 0,2               | -                 |
| Sascha Meckel          | GRAUE         | 1,1               | -                 |
| Petra Hensberg         | WASG          | 2,1               | -                 |
| Uwe Becker             | Die PARTEI    | 0,7               | -                 |

## Geschichte
| Wahl | Wahlkreisname                  | Gebiet               | Wahlkreissieger         |
| ---- | ------------------------------ | -------------------- | ----------------------- |
| 2005 | 33 Wuppertal III - Solingen II | Wuppertal - Solingen | Hans-Joachim Reck (CDU) |
| 2010 | 33 Wuppertal III - Solingen II | Wuppertal - Solingen | Josef Neumann (SPD)     |
| 2012 | 33 Wuppertal III - Solingen II | Wuppertal - Solingen | Josef Neumann (SPD)     |
| 2017 | 33 Wuppertal III - Solingen II | Wuppertal - Solingen | Josef Neumann (SPD)     |